# Franz Josef Schweitzer

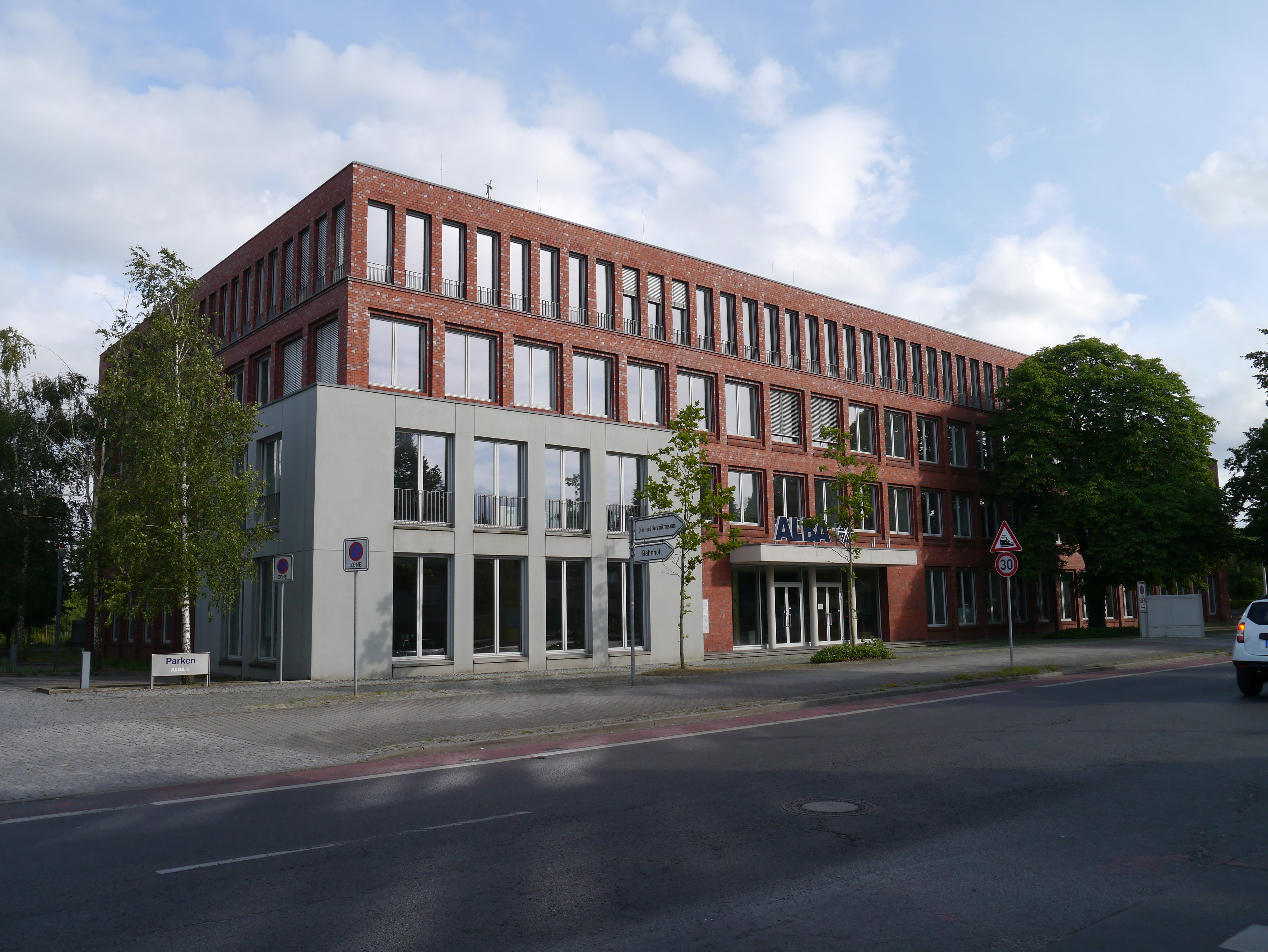
Ehemalige ALBA-Zentrale am Franz-Josef-Schweitzer-Platz 1 in Velten, Landkreis Oberhavel

Franz Josef Schweitzer (* 26. Juni 1934 in Stolberg (Rheinland); † 19. März 1998 in Berlin) war ein deutscher Bauingenieur und Recycling-Unternehmer.

## Leben
Franz Schweitzer stammte aus dem Rheinland. Der studierte Bauingenieur arbeitete zunächst an verschiedenen Projekten, wie z. B. dem Bau eines Staudamms in Malaysia. 1968 gründete er das Recycling-Unternehmen Alba, das er nach einem Unternehmen seiner Frau benannte.
Seine Söhne Axel Schweitzer und Eric Schweitzer führen das Unternehmen nach seinem Tode als Vorstände weiter. Nach ihm ist ein Platz in der brandenburgischen Stadt Velten benannt, wo sich die ehemalige Zentrale der ALBA Group befand. Nach seinem ältesten Sohn, Frank Schweitzer (* 18. September 1963; † 11. September 1993) wurde am 31. Januar 2000 eine Straße in Berlin benannt.

## Ehrungen
- 1996: Bundesverdienstkreuz

## Veröffentlichungen (Auswahl)
- Ein privates Unternehmen in der Entsorgungswirtschaft. Berlin 1994.
- Thermoselect-Verfahren zur Ent- und Vergasung von Abfällen. Berlin 1994.